# Барро, Одилон
Одило́н Барро́, полное имя Иасинт Камиль Одилон Барро (фр. Hyacinthe Camille Odilon Barrot; 19 июля 1791, Вильфор (департамент Лозер) — 6 августа 1873, Буживаль) — французский политик, и государственный деятель, который, с 20 декабря 1848 года по 31 октября 1849 года будучи премьер-министром, возглавлял кабинет министров Второй республики.

## Биография
Барро Камил-Гиацинт-Одилон родился 19 июля 1791 в городе Вильфоре, в департаменте Лозеры.
До Июльской революции 1830 года Одилон Барро пользовался известностью как адвокат при Парижском кассационном суде.
С 1827 года был членом, а впоследствии президентом известного и влиятельного общества «Aide-toi et le ciel t’aidera». Во время революции принимал живейшее участие в совещаниях демократической партии, но подавал голос лишь за законное противодействие и содействовал всеми силами возведению на французский престол младшей линии Бурбонов.

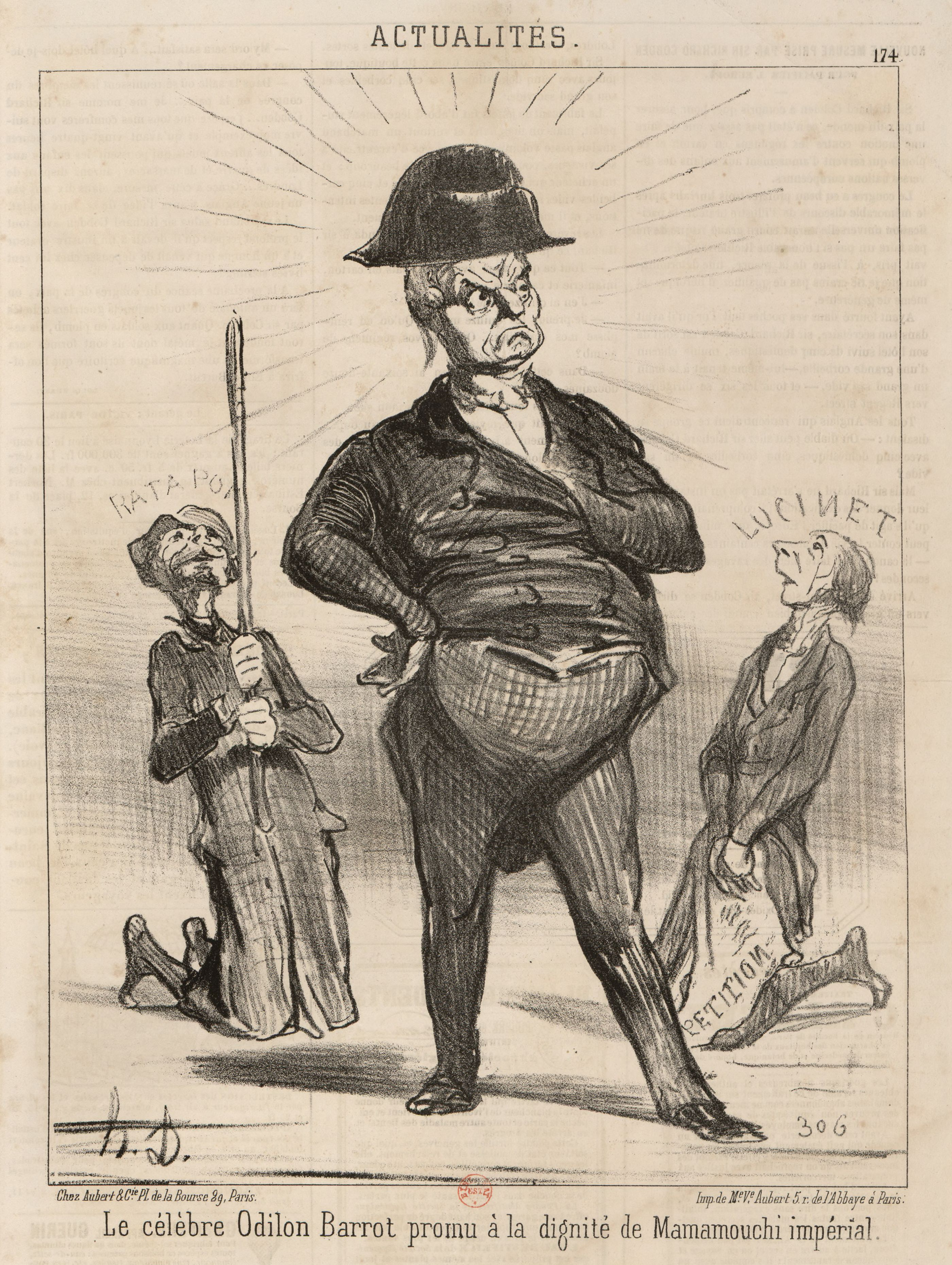
Карикатура на Одилона

При Луи-Филиппе I получил важную должность префекта департамента О-де-Сен, которую занимал всего полгода, сложив с себя это звание, когда его друзья Жак Лафитт и Дюпон вышли из министерства. С тех пор его политическая карьера сосредоточилась исключительно во французском парламенте. Стоя во главе оппозиции, Барро принимал участие, вплоть до 1848 года, во всех парламентских прениях как депутат Парижа, а затем по очереди от департаментов Эрского (Eure), Нижнерейнского и Энского (Aisne); его участие и красноречие на реформистских банкетах 1848 года немало способствовали тому, что агитация, клонившаяся к расширению права подачи голосов, приняла совершенно неожиданный для него самого оборот.
Едва Барро был назначен 24 февраля президентом нового министерства, как вспыхнувшая революция и провозглашение республики вынудили его оставить этот пост. Однако он не удалился от дел, но продолжал свою оппозиционную парламентскую деятельность, как член учредительного и законодательного собрания.
При сформировании первого министерства Луи Наполеона, Барро, назначенный 20 декабря 1848 года президентом и министром юстиции, ограничил свободу печати и право собраний и закрыл клубы. 31 октября 1849 года он был вынужден выйти в отставку, а после государственного переворота 2 декабря 1851 года он окончательно отошёл от политики.
Впрочем, 22 июля 1872 года он был избран Национальным собранием в члены государственного совета, а декретом 27 июля назначен его вице-председателем.
Скончался в пригороде Парижа Буживале 6 августа 1873 года и был погребён на кладбище Пер-Лашез.

## Основные труды
Кроме мелких политических брошюр, Барро издал:
- 1861 — «De la centralisation et de ses effets».
- Посмертное издание 1875—1877 — «Mémoires posthumes».